# Ecitophora fidelis
Ecitophora fidelis är en tvåvingeart som beskrevs av Borgmeier 1960. Ecitophora fidelis ingår i släktet Ecitophora och familjen puckelflugor. Inga underarter finns listade i Catalogue of Life.